# Payback (2013)
Cet article concerne l'édition 2013 du pay-per-view Payback. Pour toutes les autres éditions, voir Payback.
L’édition 2013 de Payback est une manifestation de catch professionnel télédiffusée et visible uniquement en paiement à la séance ainsi que gratuitement sur la chaîne de télévision AB1. L'événement, produit par la WWE, s'est déroulé le 16 juin 2013 au Allstate Arena à Chicago, Illinois. Il s'agit de la première édition annuelle de Payback. Il remplace à partir de juin 2013 le pay-per-view No Way Out. Le show est le cinquième pay-per-view de la WWE en 2013. Randy Orton est la vedette de l'affiche officielle,,.

## Contexte
Les spectacles de la WWE en paiement à la séance sont constitués de matchs aux résultats prédéterminés par les scénaristes de la WWE. Ces rencontres sont justifiées par des storylines — une rivalité avec un catcheur, la plupart du temps — ou par des qualifications survenues dans les émissions de la WWE telles que Raw, SmackDown, Superstars et Main Event. Tous les catcheurs possèdent un gimmick, c'est-à-dire qu'ils incarnent un personnage gentil ou méchant, qui évolue au fil des rencontres. Un pay-per-view comme Payback est donc un événement tournant pour les différentes storylines en cours.

### Rivalité entre Sheamus et Damien Sandow
Lors des derniers Smackdown, Damien Sandow le « Sauveur intellectuel des masses » a montré des défis "cérébraux" dans le but de démontrer que les cerveaux sont supérieurs aux muscles. Répondant aux appels de force mentale par Damien Sandow, Sheamus a participé à peu près tous les défis de Damien Sandow comme dénouer un nœud (nœud Gordien), le défi Thimblerig et la partie d'échecs contre l'ordinateur « Deep Blue ». Mais Sheamus a essayé d'infliger un Brogue Kick à Damien Sandow lors d'un Smackdown car Damien Sandow a triché, mais il ne s'est pas laissé faire, il a esquivé le Brogue Kick de Sheamus et s'est enfui. Mais le SmackDown suivant, Damien Sandow est revenu sur le ring pour montrer un nouveau défi, Sheamus est arrivé et à la fin du défi, il lui a cette fois-ci infligé son Brogue Kick. Le Smackdown suivant, Damien Sandow est revenu sur le ring pour présenter un nouveau défi : la partie d'échec contre l'ordinateur. Sheamus est une fois de plus revenu sur le ring. Il a essayé de réussir ce défi mais a jeté l'écran par terre. Damien Sandow en a eu marre et a attaqué Sheamus. Un match est organisé entre les deux hommes à Payback.

### Rivalité entre John Cena et Ryback pour le WWE Championship
Lors d' Extreme Rules (2013), le Last Man Standing match opposant John Cena à Ryback s'est terminé en No-Contest. Lors du Raw du 20 mai, Ryback conduit une ambulance dans l'arène et annonce qu'il affrontera le Champion de la WWE John Cena à Payback dans un Ambulance match pour le WWE Championship. Plus tard dans la soirée après la victoire de Cody Rhodes contre Zack Ryder, Ryback attaque Ryder avant de le jeter et de l'enfermer dans l'ambulance pour faire passer un message à Cena Lors du Raw du 28 mai, John Cena annonce que lui et Ryback s'affronteront à Payback dans un Three Stages of Hell match (le premier match sera un Lumberjack match, le deuxième match sera un Tables Match et le troisième match sera un Ambulance match),.

### Rivalité entre Chris Jericho et CM Punk
Lors de Raw du 27 mai, Paul Heyman est invité dans le Highlight Reel de Chris Jericho, Jericho parle de l'absence de CM Punk depuis avril dernier et de leur rivalité depuis l'année dernière. Heyman dit que Punk est toujours le meilleur au monde après ses paroles, Jericho lance un défi à Punk pour un match à Payback dans la ville natale de Punk. Au nom de son client Paul Heyman, accepte le challenge de Jericho. Ensuite, Jericho le remercie et dit qu'après Payback, Punk ne sera jamais jamais jamais plus le même,.

### Rivalité entre Wade Barrett, The Miz et Curtis Axel pour le Intercontinental Championship
Lors du Raw du 20 mai, Wade Barrett faisait équipe avec Fandango contre The Miz  et Chris Jericho. Pendant le match, Fandango a décidé d'abandonner Wade Barrett et de danser avec sa partenaire Summer Rae, c'est donc Chris Jericho et The Miz qui ont gagné le match. Lors du Raw du 27 mai, le public a décidé que The Miz sera le l'arbitre spécial du match entre Fandango et Wade Barrett. Mais Wade Barrett n'était pas au bout de ses surprises puisque The Miz lui a porté son Skull Crushing Finale et a fait gagner Fandango. Mais, un peu plus tard dans a soirée, The Miz a attaqué Fandango en lui portant un Big Boot dans le visage. Quelques jours plutart, WWE.com a annonce que Wade Barrett affrontera The Miz et Fandango dans un Triple Threat match pour l'Intercontinental Championship à Payback. Mais on a appris que Fandango est blessé à la suite d'une commotion cérébrale c'est donc Curtis Axel qui le remplace.

### Rivalité entre Dolph Ziggler et Alberto Del Rio pour le World Heavyheight Championship
A 1 semaine de Extreme Rules, Dolph Ziggler subit une commotion cérébrale par un coup de pied de Jack Swagger, le Triple Threat Ladder Match est remplacé par Un I Quit Match entre Alberto Del Rio et Jack Swagger pour être Challenger N°1 Pour le Titre de Ziggler. Lors d'Extreme Rules, Alberto Del Rio bat Jack Swagger et devient Challenger n°1 pour le World Heavyweight Championship. Dolph Ziggler revient à Raw du 10 juin et annonce qu'il affrontera Alberto Del Rio pour le Titre du Monde Poids Lourds à Payback

### Rivalité entre The Shield (Seth Rollins & Roman Reigns) et Randy Orton & Daniel Bryan pour le WWE Tag Team Championship
A Extreme Rules, Seth Rollins et Roman Reigns deviennent Champions par équipe de la WWE en battant le Team Hell No. Lors du Raw du 10 juin, le GM de Raw Vickie Guerrero annonce que Seth Rollins et Roman Reigns affronteront Daniel Bryan et comme partenaire Randy Orton pour les Titres par équipe de la WWE à Payback.

### Rivalité entre Dean Ambrose et Kane pour le United States Championship
A Extreme Rules, Dean Ambrose bat Kofi Kingston et devient Champion des États-Unis. Lors du Raw du 10 juin, le GM de Raw Vickie Guerrero annonce que Dean Ambrose affrontera Kane, l'ex partenaire de Daniel Bryan de l'équipe Team Hell No pour le Titre des États-Unis à Payback.

### Rivalité entre Kaitlyn et AJ Lee pour le Divas Championship
Depuis plusieurs semaines, Kaitlyn reçoit des fleurs, des cadeaux et des messages par téléphone d'un admirateur secret. Le 10 juin à Raw, cet admirateur secret est dévoilé et il s'agit de Big E Langston ,son garde du corps. Ce rendez-vous est en réalité une mise en scène inventée par AJ Lee pour déstabiliser mentalement Kaitlyn, son ancienne meilleure amie. AJ Lee annonce à Kaitlyn qu'à Payback, elle n'aura plus la chose la plus importante à ses yeux: le titre des Divas.

## Tableau des matchs
| #                                                                | Match                                                                                          | Stipulation                                              | Durée |
| ---------------------------------------------------------------- | ---------------------------------------------------------------------------------------------- | -------------------------------------------------------- | ----- |
| Pré-show                                                         | Sheamus bat Damien Sandow                                                                      | Match simple                                             | 10:25 |
| 1                                                                | Curtis Axel (avec Paul Heyman) bat Wade Barrett (c) et The Miz                                 | Triple Threat match pour l'Intercontinental Championship | 10:34 |
| 2                                                                | AJ Lee (avec Big E Langston) bat Kaitlyn (c)                                                   | Match simple pour le WWE Divas Championship              | 10:52 |
| 3                                                                | Dean Ambrose (c) bat Kane par Count Out                                                        | Match simple pour le United States Championship          | 9:33  |
| 4                                                                | Alberto Del Rio (avec Ricardo Rodriguez) bat Dolph Ziggler (avec AJ Lee et Big E Langston) (c) | Match simple pour le World Heavyweight Championship      | 13:48 |
| 5                                                                | CM Punk (avec Paul Heyman) bat Chris Jericho                                                   | Match simple                                             | 21:19 |
| 6                                                                | The Shield (Seth Rollins et Roman Reigns) (c) battent Randy Orton et Daniel Bryan              | Tag team match pour le WWE Tag Team Championship         | 12:07 |
| 7                                                                | John Cena (c) bat Ryback 2-1                                                                   | Three Stages of Hell match pour le WWE Championship      | 24:40 |
| (c) désigne le(s) champion(s) défendant son titre dans le match. |                                                                                                |                                                          |       |

| N° | Style de match   | Catcheur  | Battu par | Manière                                         | Score      |
| -- | ---------------- | --------- | --------- | ----------------------------------------------- | ---------- |
| 1  | Lumberjack match | John Cena | Ryback    | Sheel Shocked                                   | 1-0        |
| 2  | Tables match     | Ryback    | John Cena | AA sur une table                                | 1-1        |
| 3  | Ambulance match  | Ryback    | John Cena | AA du haut du toit de l'ambulance qui se brise. | 1-2 (Cena) |